# Kharsawan
Kharsawan is een notified area in het district Saraikela Kharsawan van de Indiase staat Jharkhand. 

## Demografie
Volgens de Indiase volkstelling van 2001 wonen er 6.790 mensen in Kharsawan, waarvan 52% mannelijk en 48% vrouwelijk is. De plaats heeft een alfabetiseringsgraad van 64%. 